# Apertochrysa australis
Apertochrysa australis is een insect uit de familie van de gaasvliegen (Chrysopidae), die tot de orde netvleugeligen (Neuroptera) behoort. 
Apertochrysa australis is voor het eerst wetenschappelijk beschreven door New in 1980.